# 贾恩卡洛·马罗基
贾恩卡洛·马罗基（義大利語：Giancarlo Marocchi，1965年7月4日—），意大利男子足球运动员，场上位置是中场。他曾代表意大利国家队参加1990年国际足联世界杯，结果获得季军。